# 게오르기 가불로프
게오르기 보리소비치 가불로프(러시아어: Гео́ргий Бори́сович Габу́лов, 1988년 9월 4일 ~ )는 러시아의 전 축구 선수로, 현역 시절 포지션은 미드필더였다.
형 블라디미르 가불로프도 축구선수이며, 현재 FC 안지 마하치칼라의 골키퍼다.